# Djada
Djada és una tribu d'Aràbia, principalment del Iemen, amb diverses clans entre els amir ben sasaa i els amiri.

## Amiri
Els amiri són una tribu del Iemen, subtribu dels Djada, que ocupen el país anomenat Shafil, amb capital a Bilad Shafil, situat al nord d'Aden a una zona d'uns 25 km al sud de l'antiga frontera entre el Iemen del Nord i el Iemen del Sud. Estant governat per un emir, que troba el seu origen en un mameluc dels imams zaidites del Iemen, que fou reconegut com a cap pels amiri i va restablir l'orde al districte al segle xviii. L'emir té residència a Dhala.

## Àmir ibn Sàssaa
Els Àmir ibn Sàssaa (en àrab ʿĀmir b. Ṣaʿṣaʿa) fou una confederació de tribus d'Aràbia centro-occidental. La confederació ja és esmentada vers el 547 en una inscripció d'Abraha del Iemen. Ocupaven la regió al sud de les muntanyes entre Ryad i la Meca. D'aquesta confederació van sorgir diverses tribus que van emigrar al segle vi i VII.
Amb la conquesta musulmana es van produir noves emigracions (segles VIII i IX) i alguns grups van arribar fins a la península Ibèrica (els Ukayl) i altres van arribar a Pèrsia (Djada i Kushayr). Algunes fraccions van ocupar Síria i la zona de l'Eufrates (Kilab, Kushayr, Adjlan, Ukayl, Numayr); els Banu Kilab o Kilabites a Síria van originar la dinastia Mirdàsida; també els Numayr i els Ukayl van fundar dinasties (Ukaylites, Numayrites).
Les expedicions dels càrmates van provocar una nova sèrie d'emigracions, entre els quals els Banu l-Muntafik establerts a l'Iraq.